# Barklöpare
Barklöpare (Porotachys bisulcatus) är en skalbaggsart som beskrevs av Nicolay. Barklöpare ingår i släktet Porotachys och familjen jordlöpare. Arten är reproducerande i Sverige. Inga underarter finns listade i Catalogue of Life.